# Kościół Serca Jezusowego na Tibidabo
Kościół Serca Jezusowego na Tibidabo (hiszp. Temple Expiatori del Sagrat Cor) – rzymskokatolicki kościół w Hiszpanii (w stopniu bazyliki mniejszej), na wzgórzu Tibidabo, w masywie Serra de Collserola, w Barcelonie.
Budowla jest wyraźnie widoczna z wielu części Barcelony. Na jej dachu znajduje się punkt widokowy. W pobliżu znajduje się również zbudowany w 1899 r. najstarszy w Hiszpanii park rozrywki, który jest także jednym z najstarszych w Europie. 
Zgodnie z barcelońską legendą diabeł miał kusić Jezusa Chrystusa podczas jego postu przed rozpoczęciem działalności publicznej właśnie w miejscu, w którym obecnie wznosi się kościół.

## Historia
Impulsem do budowy katolickiej świątyni były krążące pod koniec XIX w. plotki o zamiarach budowy w tym miejscu hotelu z kasynem i kościoła protestanckiego. W efekcie katolickie stowarzyszenie Zarząd Rycerzy Katolickich nabył teren i w 1886 r. przekazał go Giovanniemu Bosco.
Początkowo zbudowana została tylko neogotycka pustelnia, później koło niej postawiono pawilon w stylu nawiązującym do stylu mudejar. W międzyczasie pojawiły się plany budowy w tym miejscu obserwatorium astronomicznego, jednak ostatecznie powstało ono na sąsiednim wzgórzu. Kamień węgielny wmurowano 28 grudnia 1902 r. pod przewodnictwem biskupa Barcelony Salvadora Casañasa i Pagèsa. Jako wzór dla projektu wzięto paryską bazyliką Sacre-Coeur. 
Do 1911 r. powstała krypta z kamienia z Montjuïc, a bryła głównej budowli w latach 1915–1951 z wykorzystaniem jasnego kamienia z Girony. W 1952 r. budowa była zaawansowana na tyle, że została konsekrowana jako świątynia przez biskupa Gregorio Modrego y Casaúsa. Ukończenie budowli nastąpiło po ukończeniu budowy wież, a kościół otrzymał w 1961 r. stopień bazyliki mniejszej. 
Inwestycję ukończył syn projektanta, Josep Maria Sagnier i Vidal.

## Architektura
Budowlę wzniesiono według projektu i pod kierunkiem katalońskiego architekta Enrica Sagniera i Villavecchię, który w projekcie łączył modernizm z neogotykiem. Jako wzór dla projektu wzięto paryską bazyliką Sacre-Coeur.
Budowla składa się z dwóch poziomów, przy czym dolny stanowi krypta o cechach neoromańskich, neogotyckich i neobizantyńskich. Wnętrze składa się z pięciu naw bocznych, rozdzielonych kolumnami. Głównym wejściem do krypty jest barokowy portal zwieńczony mozaiką przedstawiającą Jezusa otoczonego aniołami i hiszpańskimi świętymi, wykonaną przez Daniela Zuloaga. Na fasadzie znajdują się także rzeźba Matki Miłosierdzia, św. Jerzego i św. Jakuba, patronów Barcelony, Katalonii i Hiszpanii. Wnętrze ozdobiono mozaikami przedstawiającymi budowę kościoła i rzeźbami przedstawiającymi życie Jezusa, sceny z jego życia zdobią także wnętrze kopuły. Witraże w świątyni ukazują podobizny świętych. Po obu stronach krypty znajdują się schody prowadzące na górny poziom, do głównego kościoła. 
Górnym poziomem jest kościół w stylu neogotyckim, zdobiony posągami apostołów i świętych na fasadzie i freskiem zmartwychwstałego Jezusa w portalu wejściowym. Bryła górnego kościoła jest wpisana w kwadrat z pięcioma wieżami. Cztery niższe z nich ozdobiono posągami 12 apostołów. Największa, centralnie ulokowana wieża wyrasta z kopuły i jest zwieńczona siedmiometrową, brązową i pozłacaną figurą Jezusa. Figurę na szczycie wykonał Frederic Mares, ale uległa ona zniszczeniu w czasie hiszpańskiej wojny domowej, a nową w 1950 r. wykonał Josep Miret Llopart. Wnętrze górnego kościoła wykonano w stylu łączącym cechy romańskie i gotyckie, jest trójnawowe, każdą nawę wieńczy apsyda z ołtarzem.